# وودفورد (محطة مترو أنفاق لندن)
وودفورد (بالإنجليزية: Woodford)‏ هي إحدى محطات مترو أنفاق لندن. تقع على خط سينترال أفتتحت في المنطقة (Zone) رقم 4 أفتتحت في 22 أغسطس 1856، 14 ديسمبر 1947.